# Homero Francesch
Homero Francesch (Montevideo, 6 décembre 1947) est un pianiste suisse né en Uruguay.

## Biographie
Francesch prend des leçons de piano avec Santiago Baranda Reyes en Uruguay. En 1967, il obtient une bourse par le service allemand d'échanges universitaires (DAAD) et se rend à Munich pour étudier avec Hugo Steurer et Ludwig Hoffmann.
Il assure la création de plusieurs œuvres de compositeurs contemporains, notamment le Tristan de Hans Werner Henze. Parmi ses enregistrements : l'intégrale des Mikrokosmos de Béla Bartók et Les Noces d'Igor Stravinsky avec Leonard Bernstein et aux côtés de Martha Argerich, Cyprien Katsaris et Krystian Zimerman ; une sélection de sonates de Scarlatti (2015).